# Mike Bossy
Michael Dean "Mike" Bossy, född 22 januari 1957 i Montréal, Québec, död 14 april 2022 i Rosemère, Québec, var en kanadensisk professionell ishockeyspelare som spelade för NHL-laget New York Islanders under deras fyra år som Stanley Cup-mästare under det tidiga 1980-talet.

## Profil
Mike Bossy var känd för sitt tunga skott och är en av ligans bästa målskyttar genom tiderna. Det tog bara 647 matcher för honom att göra 500 mål, vilket bara Wayne Gretzky på 575 matcher och Mario Lemieux på 605 matcher har lyckats göra snabbare. Bland annat gjorde han 17 mål i tre raka slutspel, något Wayne Gretzky bara mäktade med en gång. Han är också en av mycket få spelare som lyckats göra 50 mål på de 50 första matcherna, något han gjorde 1980-81.
Bossy blev invald i Hockey Hall of Fame 1991, och hans tröja #22 är pensionerad och upphängd i taket i New York Islanders arena.
Bossys karriär blev förkortad till följd av skador.

## Statistik
Mike Bossy delade rekordet för flest 50-målssäsonger med Wayne Gretzky med nio, även om hans var raka i följd i motsats till att Gretzky var icke-konsekutiva; Bossy är därmed den enda rekordhållaren för flest på varandra följande säsonger med 50 mål + per säsong.

### Klubbkarriär
| 1972–73      | Laval National     | QMJHL        | 4   | 1   | 2   | 3    | 0   | —   | —  | —  | —   | —  |
| 1973-74      | Laval National     | QMJHL        | 68  | 70  | 48  | 118  | 45  | 11  | 6  | 16 | 22  | 2  |
| 1974-75      | Laval National     | QMJHL        | 67  | 84  | 65  | 149  | 42  | 16  | 18 | 20 | 38  | 2  |
| 1975-76      | Laval National     | QMJHL        | 64  | 79  | 57  | 136  | 25  | —   | —  | —  | —   | —  |
| 1976-77      | Laval National     | QMJHL        | 61  | 75  | 51  | 126  | 12  | 7   | 5  | 5  | 10  | 12 |
| 1977-78      | New York Islanders | NHL          | 73  | 53  | 38  | 91   | 6   | 7   | 2  | 2  | 4   | 2  |
| 1978-79      | New York Islanders | NHL          | 80  | 69  | 57  | 126  | 25  | 10  | 6  | 2  | 8   | 2  |
| 1979-80      | New York Islanders | NHL          | 75  | 51  | 41  | 92   | 12  | 16  | 10 | 13 | 23  | 8  |
| 1980-81      | New York Islanders | NHL          | 79  | 68  | 51  | 119  | 32  | 18  | 17 | 18 | 35  | 4  |
| 1981-82      | New York Islanders | NHL          | 80  | 64  | 83  | 147  | 22  | 19  | 17 | 10 | 27  | 0  |
| 1982-83      | New York Islanders | NHL          | 79  | 60  | 58  | 118  | 20  | 19  | 17 | 9  | 26  | 10 |
| 1983-84      | New York Islanders | NHL          | 67  | 51  | 67  | 118  | 8   | 21  | 8  | 10 | 18  | 4  |
| 1984-85      | New York Islanders | NHL          | 76  | 58  | 59  | 117  | 38  | 10  | 5  | 6  | 11  | 4  |
| 1985-86      | New York Islanders | NHL          | 80  | 61  | 62  | 123  | 14  | 3   | 1  | 2  | 3   | 4  |
| 1986-87      | New York Islanders | NHL          | 63  | 38  | 37  | 75   | 33  | 6   | 2  | 3  | 5   | 2  |
| QMJHL totalt | QMJHL totalt       | QMJHL totalt | 264 | 309 | 223 | 532  | 124 | 27  | 24 | 36 | 60  | 4  |
| NHL totalt   | NHL totalt         | NHL totalt   | 752 | 573 | 553 | 1126 | 210 | 129 | 85 | 75 | 160 | 38 |

### Internationellt
| År            | Lag           | Turnering     |    | Matcher | Mål | Assist | Poäng | Utv |
| ------------- | ------------- | ------------- | -- | ------- | --- | ------ | ----- | --- |
| 1981          | Kanada        | CC            | 7  | 8       | 3   | 11     | 2     |     |
| 1984          | Kanada        | CC            | 8  | 5       | 4   | 9      | 2     |     |
| Senior totalt | Senior totalt | Senior totalt | 15 | 13      | 7   | 20     | 4     |     |